# Metopius arakawai
Metopius arakawai är en stekelart som beskrevs av Tohru Uchida 1930. Metopius arakawai ingår i släktet Metopius och familjen brokparasitsteklar. Inga underarter finns listade i Catalogue of Life.